# Поляна (Львівський район)
Поля́на —  село в Україні, у Львівському районі Львівської області. Колишня назва — Свинуша. Орган місцевого самоврядування - Комарнівська міська рада. Перша історична згадка про село — 1484 року.
За даними перепису населення 2024 року, у селі мешкало 155 осіб.